# Ullånger
Ullånger is een plaats in de gemeente Kramfors in het landschap Ångermanland en de provincie Västernorrlands län in Zweden. De plaats heeft 606 inwoners (2005) en een oppervlakte van 98 hectare. De plaats ligt aan een baai van de Botnische Golf, het riviertje de Inviksån mondt bij de plaats uit in de zee. Door de plaats loopt de Europese weg 4.

## Geboren
- Elis Wiklund (1909 - 1982), langlaufer

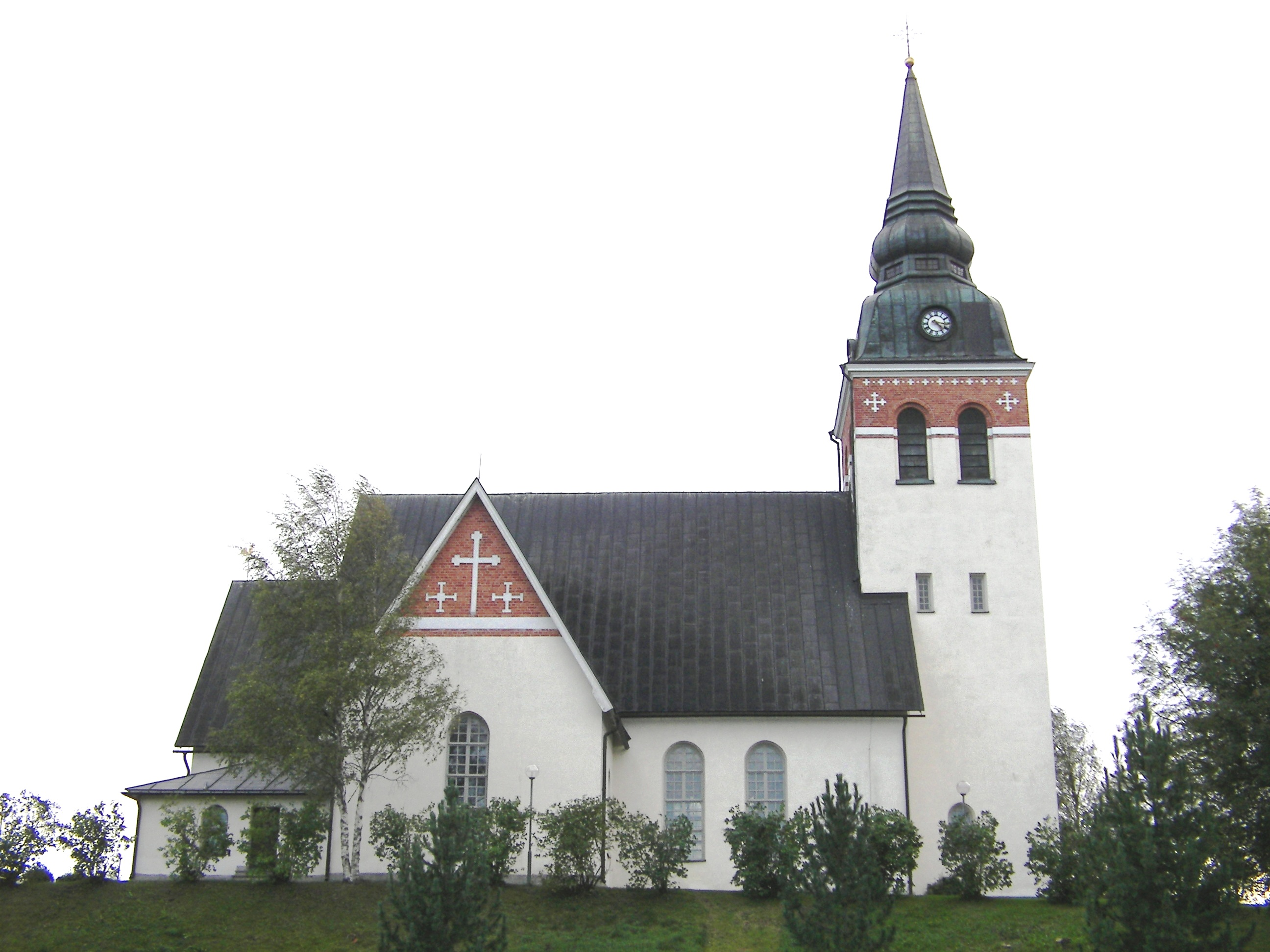
Kerk